# Carlos A. Madrazo, Tacotalpa
Carlos A. Madrazo är en ort i Mexiko.   Den ligger i kommunen Tacotalpa och delstaten Tabasco, i den sydöstra delen av landet, 700 km öster om huvudstaden Mexico City. Carlos A. Madrazo ligger 63 meter över havet och antalet invånare är 226.
Terrängen runt Carlos A. Madrazo är varierad, och sluttar norrut. Runt Carlos A. Madrazo är det ganska tätbefolkat, med 108 invånare per kvadratkilometer. Närmaste större samhälle är Lomas Alegres 1ra. Sección, 8,8 km nordväst om Carlos A. Madrazo. I omgivningarna runt Carlos A. Madrazo växer i huvudsak städsegrön lövskog.